# Теория среднего уровня (социология)
Теория среднего уровня (англ. middle-range theory) состоит из проверяемых обобщений, соединяющих теорию с практикой. Идея заключается в том, что необходимо разрабатывать теории, исходя из ограниченных социальных явлений. Эти теории строятся как обобщённые, связанные в логическую систему, высказывания, они должны строиться в соответствии с эмпирическими исследованиями, проверяться на практике. Термин был введён американским социологом Мертоном в 1947 году. Если сам Мертон первоначально под «теориями среднего уровня» понимал лишь теорию ролей, теорию девиантного поведения, то впоследствии теории среднего уровня стали соотносить со специальными, отраслевыми (частными) социологическими теориями.
На основе теорий среднего уровня можно создавать и более широкие теории, но для этого необходимо, чтобы теории среднего уровня были соотнесены между собой. Функцию соотнесения выполняет парадигма, которая включает в себя базовые теоретико-методологические посылки и некоторый набор базовых понятий. Парадигма задаёт общий концептуальный аппарат. Для теории среднего уровня Мертон выбрал функционалистскую парадигму, которая описана в очерке «Явные и латентные функции».